# Karl Christian Andreae
Pour les articles homonymes, voir Andreae.
Karl Christian Andreae ou Carl Christian Andreae, né le 3 février 1823 à Mülheim am Rhein et mort le 23 mai 1904 à Sinzig, est un peintre de l'école de Düsseldorf, dessinateur et aquafortiste prussien.

## Biographie
Karl Christian Andreae naît le 3 février 1823 à Mülheim am Rhein.
Selon la tradition familiale, Karl Andreae devait à l'origine devenir marchand. En 1833, il est donc envoyé à Cologne pour suivre les cours de la Höhere Bürgerschule. Cependant, il montre très tôt des attirances prononcées pour l'art. Après avoir été envoyé en prison à cause de quelques caricatures qu'il avait faites de professeurs, il fuit l'école. Ses parents cèdent alors à ses envies et l'envoie à l'académie des beaux-arts de Düsseldorf. Il y étudie de 1839 à 1844 sous la direction de Carl Ferdinand Sohn et de Wilhelm von Schadow. Après avoir terminé ses études, Karl Andreae séjourne à Rome de 1845 à 1848. Par l'intermédiaire de von Schadow, il entre en contact avec la colonie d'artistes nazaréens d'orientation romano-religieuse, en particulier avec Peter von Cornelius et Friedrich Overbeck. Il rencontre également Karl Lindemann-Frommel, de quatre ans son aîné, à Rome. Ce dernier lui inspire l'étude des paysages italiens. Après son retour d'Italie, Karl Andreae passe quelque temps à Hanovre au printemps 1848, où il rencontre Wilhelm et Jacob Grimm par l'intermédiaire de la famille von Arnswaldt. De Hanovre, il souhaite se rendre à Berlin pour travailler avec Peter von Cornelius. Cependant, en raison des événements politiques de 1848, ils décident tous deux de retourner à Rome. Après le siège et l'occupation de Rome par les français en juillet 1849, Karl Andreae retourne définitivement en Allemagne. De 1849 à 1856, il vit à Berlin, où il épouse en 1853 Maria Elvira Dilthey (1835-1907), originaire de Rheydt, avec laquelle il a dix enfants.
En 1856, Karl Andreae s'installe à Dresde, où il trouve un large cercle d'amis peintres parmi lesquels figurent Ludwig Richter, Julius Schnorr von Carolsfeld, Eduard Bendemann et Julius Hübner. Il fonde une société d'art ecclésiastique (qui existe encore aujourd'hui) et rejoint la société des antiquaires de Saxe. Bientôt, il entre également en contact avec la reine douairière Maria Leopoldine, la reine Amalie Auguste et enfin avec le roi Jean Ier de Saxe. Outre de nombreux retables pour les églises des villages saxons, il crée également plusieurs œuvres pour la cour de Saxe, dont deux aquarelles pour l'album du roi Dante. À cette époque, Karl Andreae entre également en contact avec le grand duc Frédéric-François II de Mecklembourg-Schwerin, qui lui commande la restauration de nombreuses églises du Mecklembourg, ce qui l'amène à se tourner de plus en plus vers la peinture murale et sur verre. Après la mort de sa mère en 1881, Karl Andreae  reprend le domaine d'Helenaberg près de Sinzig, où il passe les dernières années de sa vie.

## Œuvre

### Peinture

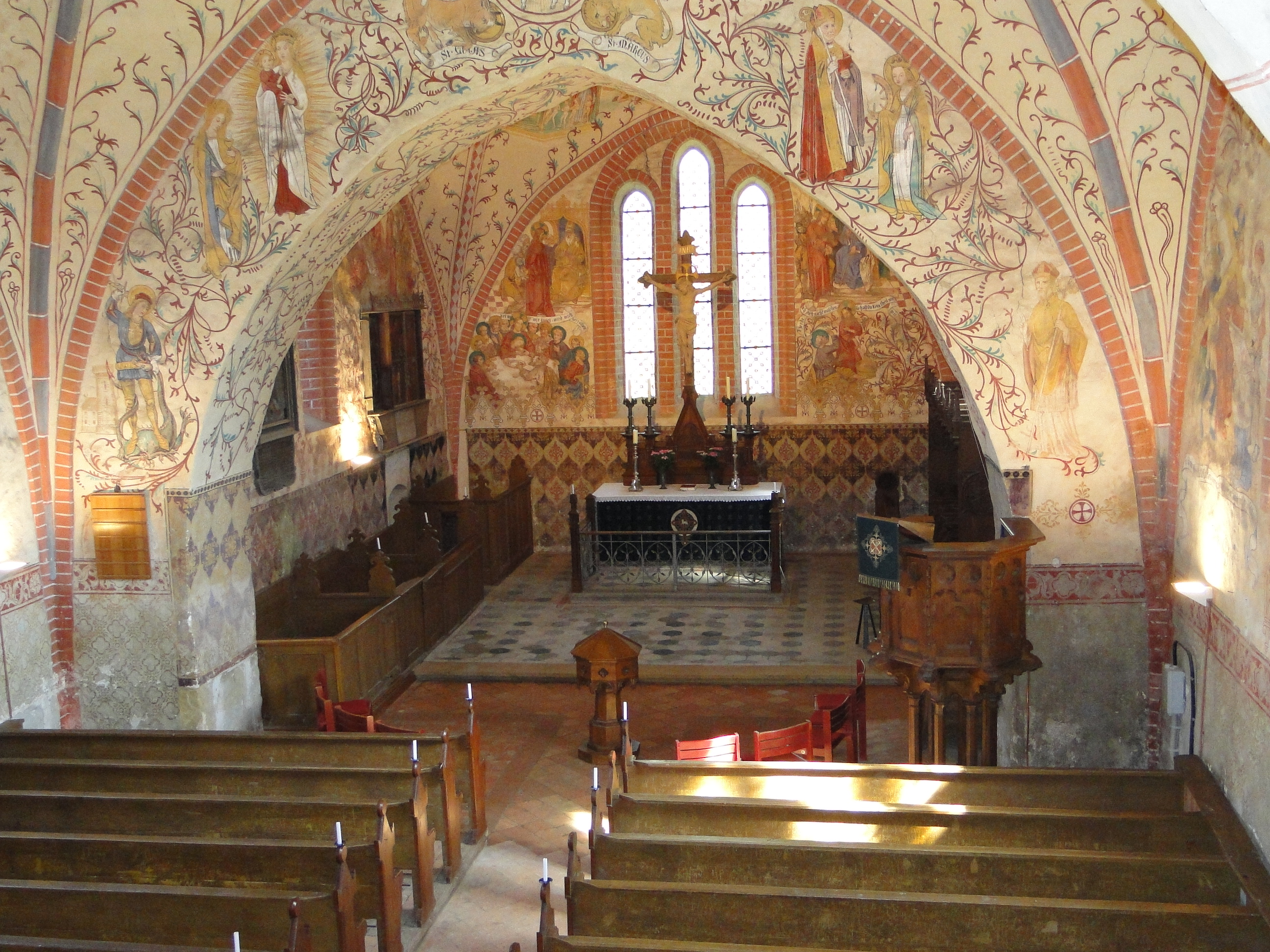
Photographie en 2011 de l'église du village de Lohmen (vue sur le chœur).

Karl Andreae a surtout créé des peintures d'histoire religieuse, mais aussi de nombreux portraits. Grâce à son professeur Schadow de Düsseldorf et au contact de Cornelius et Overbeck, il était proche du style des Nazaréens. Cependant, ses contacts avec des romantiques tels que Lindemann-Frommel, Richter et Julius Schnorr von Carolsfeld ont également influencé son travail. En outre, par l'intermédiaire de l'avocat et homme politique August Reichensperger, qu'il avait rencontré à Düsseldorf, il est entré en contact avec le peintre francfortois Eduard von Steinle, dont il a appris, entre autres, le traitement à la cire tempera pour la peinture murale monumentale.
Parmi les peintures d'Andreae, les œuvres suivantes méritent une mention spéciale :
- Petri Predigt (1843)
- Portrait de sa mère Johanna Theresia Andreae, née Rhodius (1843)
- Portrait de sa cousine Pauline von Weiler, née Andreae, et de son mari Carl von Weiler (1844/45)
- Das Almosen der Witwe und des reichen Mannes (L'aumône de la veuve et de l'homme riche)
- Besuch der Maria bei Elisabeth (Visite de Mary à Elizabeth)
- Portrait de Wilhelm Grimm

Outre de nombreuses peintures individuelles, Andreae se consacre notamment à la peinture murale et sur verre, en particulier la peinture et la décoration d'églises. Au début de 1872, l'architecte Gotthilf Ludwig Möckel, originaire de Zwickau, fut chargé de la restauration intérieure de l'église du village de Lohmen, dans le Mecklembourg. Après la découverte d'anciennes peintures murales et de voûtes, le peintre d'histoire Karl Christain Andreae, qui avait été proposé par Möckel à Dresde, fut chargé de restaurer les peintures avec 111 figures.
Une mention spéciale doit être faite ici :

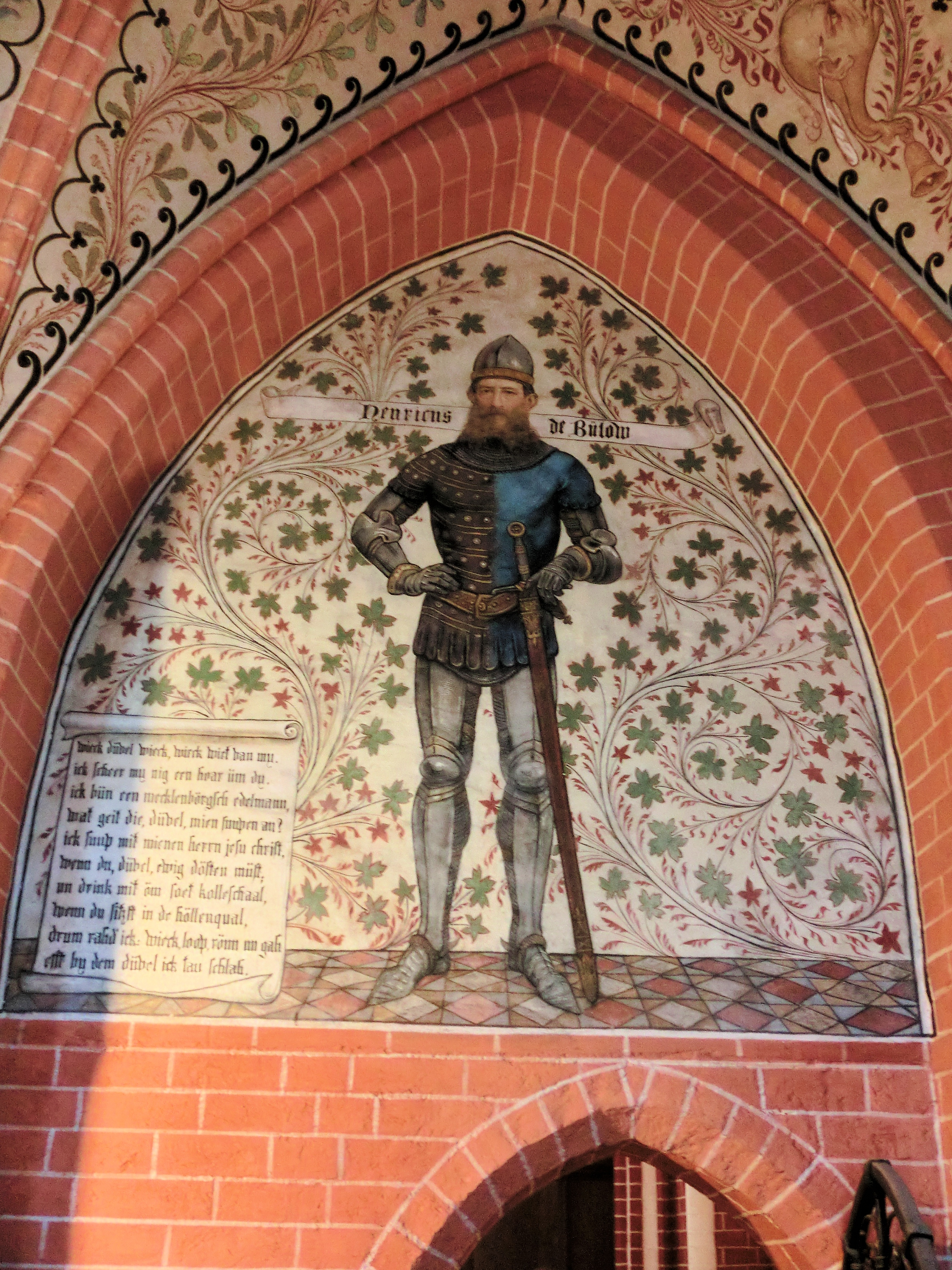
Peinture de la chapelle Bülow dans la cathédrale de Doberan (1873).

- quatre peintures murales dans le château de Sinzig (1863-65)
- deux peintures murales et un plafond dans l'église protestante de Kapern, Lüchow-Dannenberg (1870)
- restauration des peintures murales et du plafond datant de 1450 dans l'église du village de Lohmen (1872-1874). Il n'avait jamais effectué de restauration aussi importante et étendue dans le Mecklembourg[5].
- Église du village de Dreveskirchen, vitraux avec deux apôtres en pleine figure dans le groupe des trois fenêtres du chœur vers 1870, peinture d'autel avec le Christ triomphant et médaillons des apôtres sur le révélateur de l'arc de triomphe entre le chœur et la nef 1873.
- Église du village de Sietow, retable avec le Christ et Pierre dans la mer de Galilée 1873[6].
- la chapelle de Bülow dans la cathédrale de Doberan[7]
- l'ossuaire à Bad Doberan
- le retable du Christ à Gethsémani 1878 dans l'église du village de Holzendorf près de Müsselmow
- la cathédrale de Fünfkirchen en Hongrie (1886-92)
- la chapelle du château de Mosdós en Hongrie
- le chœur de la nouvelle Christuskirche de Cologne

### Gravure
D'après le Thieme-Becker, il est aussi aquafortiste.

### Illustration
- (de) Deutsche Dichtungen mit Randzeichnungen deutscher Künstler, Düsseldorf : Buddeus, (volumes 1 et 2), 1843.